# Olle Åkerlund
Olle Erik Curys Åkerlund (* 28. September 1911 in Göteborg; † 4. Februar 1978 in Stockholm) war ein schwedischer Segler.

## Erfolge
Olle Åkerlund, der für den Kungliga Svenska Segelsällskapet segelte, wurde 1932 in Los Angeles bei den Olympischen Spielen in der 6-Meter-Klasse Olympiasieger. Er war Crewmitglied des von Skipper Tore Holm angeführten Bootes Bissbi, das sämtliche sechs Wettfahrten gewann und damit vor den einzigen anderen beiden Booten den ersten Platz belegte. Die US-Amerikaner schlossen alle Wettfahrten auf Rang zwei ab, die Kanadier wurden jeweils Dritte. Neben Åkerlund gehörten Åke Bergqvist und Martin Hindorff zur Crew der Bissbi, die Åkerlunds Vater Erik gehörte.